# قائمة الأفلام التي تتناول موضوعات الصم وضعاف السمع
هناك مجموعة من الأفلام التي تتناول شخصيات صم أو ضعاف السمع. كتبت موسوعة مواضيع وأماكن وسلاسل الأفلام أن "عالم الصم نال اهتمامًا ضئيلاً في السينما. ومثل العمى... غالبًا ما يُساء استخدامه كحيلة حبكة في الرومانسية العاطفية المفرطة." كتبت ميريام ناثان ليرنر في مجلة مجلة M/C: مجلة للإعلام والثقافة أن الأفلام التي تتضمن شخصيات صم أو ضعاف سمع نادرًا ما تركز على الصمم ذاته، بل تستخدمه لتقدم القصة أو لفهم الشخصيات السامعة. وقالت: "تشكل الأفلام وتعكس المواقف الثقافية، ويمكن أن تكون قوة مؤثرة في تشكيل مواقف وافتراضات أفراد العالم السامع الذين لم يسبق لهم — أو نادرًا — ما تعاملوا مع الصم." وقد حدّدت عدة تصنيفات لتمثيل الصمم في السينما: الصمم كعنصر حبكة، أو كاستعارة، أو كتعليق رمزي على المجتمع، أو كردة فعل نفسية جسدية على الصدمة؛ وكذلك تصوير الشخصيات الصم كمخبرين محوريين في القصة أو كمرايا للشخصيات الرئيسية، وما إلى ذلك.
الأفلام التالية أخرجها مخرجون صم: ديافيولا (1975)، بحيرة ويندفول (2013)، ليس بطلاً عاديًا: فيلم سوبر ديفي (2013)، انظر ما أقول: وثائقي عن المؤدين الصم (2009) وساين جيني: أول أبطال خارقين صم (2017).

## قائمة الأفلام
| الفيلم                                                    | السنة | الوصف |
| --------------------------------------------------------- | ----- | --- |
| مشهد عند البحر                                            | 1991  | جامع قمامة أصمّ يعثر على لوح تزلج مكسور ومهمل. تزرع فيه هذه الاكتشاف أحلامًا بأن يصبح بطلًا في ركوب الأمواج. وبتشجيع من حبيبته الصمّاء أيضًا، يواصل المحاولة رغم كل العقبات. |
| اتفاق صامت                                                | 2017  | رجل أصمّ بالكامل يشجّع حبيبه الجديد، وهو كاتب وممثل طموح يعاني من صعوبة في النطق، على متابعة مسيرته في مجال الترفيه، رغم ما يواجهانه من إساءة من معلّم في الصناعة يؤدي دوره بول ميركوريو. |
| كل شيء عن ستيف                                            | 2009  | كوميديا رومانسية أمريكية تتضمّن حبكة فرعية عن مجموعة من الأطفال الصمّ يقعون في منجم ويحتاجون إلى إنقاذ؛ وتسقط ماري (ساندرا بولوك) في المنجم عن طريق الخطأ، وتكتشف طفلة تُركت خلفها وتساعدها على النجاة. |
| كل هذا الصمت                                              | 2023  | دراما مكسيكية عن ممثلة ومدرّسة لغة إشارة تكتشف أنها ستفقد سمعها قريبًا، وتكافح لتقبّل ذلك، رغم أن والديها وأصدقاءها وحبيبتها جميعهم صمّ. |
| آيمي                                                      | 1981  | امرأة سامعة تترك زوجها المتسلّط السامع بعد وفاة طفلهما الأصمّ. وتصبح معلمة في مدرسة للصمّ. |
| مغامرات باور                                              | 2008  | في سعيه ليصبح أعظم قارع طبول هوائي في العالم، يجب على شاب من بلدة صغيرة التغلب على العقبات والسخرية لإنقاذ الموقف. |
| والآن الغد                                                | 1944  | [ 1 ] |
| أوديبل (قصير)                                             | 2021  | لاعب كرة القدم أماراي ماكينستري-هول وزملاؤه في مدرسة ماريلاند للصمّ يحاولون الدفاع عن سجلّ انتصاراتهم بينما يتعاملون مع الحزن على فقدان صديق مقرّب. |
| بابل                                                      | 2006  | في إحدى القصص الجانبية للفيلم، فتاة يابانية في الثانوية صمّاء (تؤدي دورها الممثلة السامعة رينكو كيكوتشي) وتجيد لغة الاشارة اليابانية ‏، تكافح مع وفاة والدتها السامعة وتنخرط في علاقات جنسية مع رجال سامعين من أعمار مختلفة. |
| بيبي درايفر                                               | 2017  | فيلم حركة تدور أحداثه حول بطل يعاني من طنين في الأذنين (أنسيل إلغورت) ويعمل سائق هروب، وله أب بديل أصمّ (يؤدي دوره الممثل الأصمّ CJ جونز). |
| بانكوك في خطر                                             | 1999  | فيلم إثارة تايلندي تدور أحداثه في بانكوك، حول قاتل مأجور أصمّ ينجح في عمله لأنه لا يتفاعل مع أصوات إطلاق النار. |
| بانكوك في خطر                                             | 2008  | النسخة الأمريكية من الفيلم التايلندي لعام 1999، من بطولة قاتل مأجور أمريكي أبيض في بانكوك له حبيبة صمّاء. |
| بارفي!                                                    | 2012  | تدور أحداثه في السبعينات في دارجيلنغ وكلكتا، حول بارفي جونسون (رانبير كابور)، شاب أصمّ وأبكم ينشئ علاقة مميزة مع فتاتين: شرُتي غوش (إليانا دي كروز) وجيلمِل تشاتيرجي (بريانكا شوبرا). |
| باتمان للأبد                                              | 1995  | في هذا الجزء من سلسلة الأبطال الخارقين، يُحتجز حارس أمن في بنك (يؤدي دوره الممثل السامع جو جريفاسي) يرتدي معينة سمعية، على يد ذو الوجهين (شخصية مصورة). يُحبَس الحارس وباتمان في خزنة البنك التي تمتلئ بـحمض؛ ويستخدم باتمان المعينة السمعية الخاصة بالحارس لفتح قفل الخزنة وإنقاذهما. |
| حب بيتهوفن العظيم                                         | 1937  | سيرة شعرية للمؤلف الموسيقي الكلاسيكي، يُصوّر فيها كحبيب رومانسي وفنان ملعون. |
| عائلة بيلييه (بالفرنسية: La Famille Bélier)               | 2014  | فيلم فرنسي تدور أحداثه حول طفل من بالغ أصم تكتشف أن لديها موهبة غنائية. |
| أسود                                                      | 2005  | فيلم هندي عن طالبة تعاني من الإعاقة السمعية البصرية ومعلّمها المدمن على الكحول. |
| ما وراء الصمت (بالألمانية: Jenseits der Stille)           | 1996  | فيلم ألماني عن طفلة صماء تسعى إلى الاستقلال عن عائلتها، وتلتقي بطفل آخر من والدين صمّ وتقع في حبه. |
| الملحمة البوهيمية                                         | 2018  | في هذا الفيلم السيرة الذاتية عن فريدي ميركوري، والد خطيبته السابقة ماري أوستن كان أصمّ (أدى دوره الممثل الأصمّ نيل فوكس-روبرتس) ويتحدث بلغة الإشارة. |
| الصبي يقتل العالم                                         | 2023  | فيلم حركة عن شاب أصمّ وأبكم (أدى دوره الممثل السامع بيل سكارسغارد) ينتقم لمقتل عائلته. |
| براتز                                                     | 2007  | تقع إحدى الشخصيات الرئيسية، ياسمين، في حب ديلان، لاعب كرة قدم أصم في نفس المدرسة. |
| الانفصال                                                  | 1998  | [ 1 ] |
| جسر إلى الصمت                                             | 1989  | في فيلم تلفزيوني أمريكي، تتعافى امرأة صماء من حادث سير سببه سائق مخمور أدى إلى وفاة زوجها. وتتكفل والدتها السامعة برعاية ابنتها السامعة. |
| المعبر                                                    | 2022  | يحتوي الفيلم الدرامي على مشهد تزور فيه الشخصية الرئيسية (السامعة) شقيقها الأصم المسجون (الذي يؤدي دوره الممثل الأصم راسل هارفارد) في السجن، حيث يتواصلان بلغة الإشارة الأمريكية. |
| أبناء الصمت                                               | 1986  | تقع مدرسة نطق في حب فتاة صماء (تؤدي دورها الممثلة الصماء مارلي ماتلن) في مدرسة للصم في نيو إنغلاند. كان هذا أول ظهور لماتلن في السينما، وفازت بجائزة الأوسكار عن أدائها. |
| قريب منك                                                  | 2023  | دراما عن رجل متحول جنسياً (يؤديه إليوت بيج) يعود إلى دياره لحضور لم شمل عائلي، ويتواصل مجددًا مع صديق قديم أصم (يؤديه الممثل الأصم هيلاري باك). |
| كودا                                                      | 2021  | فيلم باللغة الإنجليزية، إعادة إنتاج لفيلم فرنسي من عام 2014 بعنوان عائلة بيلييه، تدور أحداثه حول فتاة مراهقة سامعة هي طفل من بالغ أصم (اختصارًا CODA)، ولها والدان وأخ من ثقافة الصم. |
| رمز غير معروف                                             | 2000  | في فيلم بالفرنسية والرومانية، تتقاطع حياة ثلاث شخصيات سامعة. أحدهم معلم في مدرسة للصم، وإحدى طالباته هي أخته الصغيرة. |
| تعويض                                                     | 1999  | يحكي الفيلم قصتين حب في شيكاغو – إحداهما في مطلع القرن العشرين، والأخرى في الوقت الحاضر. كلاهما يدور حول امرأة صماء ورجل سامع، تؤدي أدوارهم ميشيل أ. بانكس وجون إيرل جيلكس على التوالي. |
| كونشيرتو لأبيغيل                                          | 2024  | دراما رومانسية أمريكية عن عازفة بيانو مشهورة عالميًا (تؤدي دورها الممثلة السامعة مونيكا يونغ) تقع في الحب بعد أن تكتشف أنها بدأت تفقد سمعها تدريجيًا. |
| نسخ بيتهوفن                                               | 2006  | فيلم سيرة خيالي عن لودفيج فان بيتهوفن (يؤديه الممثل السامع إد هاريس) في سنواته الأخيرة، حيث تساعده طالبة بينما يتعامل مع صممه. |
| بلد الصم                                                  | 1998  | فيلم روسي تدور أحداثه حول امرأتين؛ إحداهما راقصة صماء، والأخرى تهرب من المافيا. |
| قمر مجنون                                                 | 1987  | فيلم كندي عن سن البلوغ، يحكي قصة فتى سامع (كيفر ساذرلاند) يقع في حب فتاة صماء (فانيسا فوغان) ويحاول كسب ودها. |
| كريد                                                      | 2015  | بينما يحاول أدونيس جونسون-كريد (مايكل بي جوردن) اتباع خطى والده الراحل بتدريب روكي بالبوا (سيلفستر ستالون)، يقع في حب موسيقية تدعى بيانكا تايلور (تؤدي دورها الممثلة السامعة تيسا طومسون)، والتي تعاني من فقدان السمع المتزايد.[بحاجة لمصدر] |
| كريد 2                                                    | 2018  | يسعى أدونيس (مايكل بي جوردن) للانتقام لموت والده من خلال مواجهة ابن دراجو. تلد بيانكا (تيسا طومسون) ابنة ترث صممها. |
| كريد 3                                                    | 2023  | تواصل القصة متابعة حياة أدونيس (مايكل بي جوردن) وبيانكا (تيسا طومسون) أثناء تربيتهما لابنتهما الصماء (تؤدي دورها الممثلة الصماء ميلا ديفيس-كنت)، بينما يواجه أدونيس صديق طفولته السابق. |
| صمت مميت                                                  | 1997  | دراما أمريكية عن الرهائن، تدور أحداثها في شمال ولاية نيويورك، حيث يحتجز ثلاثة مجرمين سامعين حافلة تقل طلابًا صماً ومعلمتهم (تؤدي دورها الممثلة الصماء مارلي ماتلن). |
| أصم (أو سوردا)                                            | 2025  | فيلم درامي من بطولة الممثلة الصماء مريام جارلو، التي تجسد شخصية أنخيلا، امرأة صماء حامل من شريكها السامع هيكتور. |
| دياف سميث وجوني إيرز (أو الأصدقاء)                        | 1973  | فيلم من نوع ويسترن سباغيتي عن مسلح صم بكم (يؤديه الممثل السامع أنتوني كوين) لا يتكلم ولا يستخدم لغة الإشارة؛ يتواصل عبر شريكه السامع. |
| ديفولا                                                    | 1975  | فيلم رعب عن مصاص دماء أصم، ويُعد أول فيلم روائي طويل ناطق بالكامل بـلغة الإشارة الأمريكية. |
| عزيزي فرانكي                                              | 2004  | فيلم درامي بريطاني من إخراج شونا أورباخ، يتناول قصة صبي أصم يبلغ من العمر تسع سنوات (يؤديه الممثل السامع جاك ماكيلهون) وأمه السامعة الهاربة من زوجها، الذي تسبب في صمم الابن. الأم تحاول منع الصبي من لقاء والده. |
| احفر                                                      | 2022  | فيلم إثارة أمريكي عن أب (توماس جين) وابنته الصماء (هارلو جين) يتم اختطافهما. |
| دمية                                                      | 1979  | فيلم تلفزيوني من إنتاج CBS، مستوحى من قضية قانونية حقيقية عام 1965، عن شاب أصم أمي من أصول أفريقية يُتهم بقتل عاهرة، ويدافع عنه محامٍ ضعيف السمع. يجسد الدورين ليفار برتون وبول سورفينو، وكلاهما ممثلان سامعان. |
| الأبديون                                                  | 2021  | في فيلم الأبطال الخارقين ضمن عالم مارفل السينمائي، تجسد الممثلة الصماء لورين ريدلوف شخصية ماكاري الخارقة، وتُعد أول بطلة خارقة صماء في عالم مارفل. |
| إكستراكشن 2                                               | 2023  | فيلم أكشن أمريكي يتضمن شخصية زعيم عصابة (يؤديه الممثل السامع تورنيك جوجريشياني) يستخدم جهاز سمعي بعد تعرضه للضرب من والده في طفولته، ويعاني من طنين يصاحبه هلوسة سمعية. |
| فاميلي ستون                                               | 2005  | فيلم كوميديا درامية أمريكي عن عائلة من نيو إنغلاند لديها ابن أصم (يؤديه الممثل الأصم تايرون جيوردانو). يتواصلون معه بلغة الإشارة الأمريكية. |
| اشعر بالإيقاع                                             | 2020  | فيلم رقص عن فريق رقص من بلدة صغيرة يضم راقصة صماء (تؤدي دورها الممثلة الصماء شايللي مانسفيلد)، تتواصل مع فريقها بلغة الإشارة الأمريكية. |
| الشعور من خلال                                            | 2019  | مراهق مشرد يقيم علاقة صداقة مع رجل أصم وأعمى. |
| اللحم والغضب                                              | 1952  | [ 1 ] |
| للمرة الأولى                                              | 1959  | فيلم رومانسي موسيقي حيث يلتقي تينور أوبرا (الذي لعب دوره ماريو لانزا) ويقع في حب امرأة ألمانية صماء (أدت دورها الممثلة السمعية يوهانا فون كوتسيان). |
| الصفح                                                     | 2021  | فيلم رعب عن ثلاث نساء يستيقظن في مستشفى، واحدة فاقدة للبصر، واحدة فاقدة للسمع، والأخرى فاقدة للكلام، ويجب عليهن العمل معًا لإيجاد طريقة للخروج من وضعهن. |
| أربع زيجات وجنازة                                         | 1994  | فيلم كوميدي رومانسي بريطاني من إخراج مايك نيويل وكتابة ريتشارد كورتيس، يتناول بطلًا سمعيًا (أدى دوره هيو غرانت) الذي لديه أخ صم (أدى دوره الممثل الصم ديفيد باور). |
| موت فريدي: الكابوس الأخير                                 | 1991  | في هذا الجزء من فيلم الرعب، أحد المراهقين، كارلوس، أصم في إحدى أذنه بعد تعرضه للإساءة الجسدية من قبل والدته. يهاجمه فريدي كروغر في أحلامه لاحقًا عن طريق جعل جهاز السمع لديه حساسًا جدًا للضوضاء. |
| فاز                                                       | 1972  | فيلم كوميدي أمريكي يعرض الممثل السمعي يول براينر في دور المجرم الماهر "الرجل الأصم"، وهو شخصية متكررة في سلسلة الروايات التي يستند إليها الفيلم. |
| غذاء الغاز والمبيت                                        | 1992  | فيلم درامي أمريكي يتناول شخصية أنثوية سمعية تجد حبيبًا جديدًا سمعيًا وتلتقي بأمه الصماء. |
| غودزيلا                                                   | 2021  | في فيلم الوحش الذي يتضمن غودزيلا وكينغ كونغ، تكون هناك فتاة صماء (أدت دورها الممثلة الصماء كيلي هوتل) التي تكون على علاقة مع كونغ على جزيرة الجمجمة، وتستخدم لغة الإشارة للتواصل معه. |
| غودزيلا                                                   | 2024  | في هذا الجزء من فيلم الوحش، تعود الممثلة الصماء كيلي هوتل لتؤدي دور فتاة صغيرة تتواصل مع كينغ كونغ وشخصيات أخرى باستخدام لغة الإشارة. |
| الراعي الصالح                                             |       | في فيلم التجسس الأمريكي، يدخل البطل السمعي (الذي أدى دوره مات ديمون) في علاقة مع امرأة صماء (أدت دورها الممثلة السمعية تامي بلانشارد). يتركها بعد أن يحمل امرأة سمعية (أدت دورها أنجلينا جولي)، التي يتزوجها في نهاية المطاف. |
| كانيون الكبير                                             | 1991  | الفيلم الدرامي الأمريكي يعرض مجموعة من الشخصيات، بما في ذلك أب سمعي (أدى دوره داني غلوفر) الذي يحافظ على علاقة عن بعد مع ابنته الصماء باستخدام هاتف الكتابة. |
| المطرقة                                                   | 2010  | الفيلم الأمريكي السيرة الذاتية يعرض المصارع الصم مات هاميل، الذي لعب دوره الممثل الصم راسيل هارفي. |
| أسمع الآن                                                 | 2007  | الفيلم الوثائقي الأمريكي من إنتاج إتش بي أو يعرض والدي المخرج الصمَّين أثناء خضوعهما لجراحة زراعة القوقعة في سن الخامسة والستين. |
| لا تسمع الشر                                              | 1993  | في فيلم الإثارة الأمريكي، تكتشف عداءة ماراثون صماء (أدت دورها الممثلة الصماء مارلي ماتلين) عملة ثمينة ويتبعها مجرمون سمعيون. |
| القلب صياد وحيد                                           | 1968  | فيلم الميلودراما الأمريكي، المعتمد على رواية 1940 القلب صياد وحيد، يعرض شخصية معزولة صماء (أدى دورها الممثل السمعي ألان آركين) التي تؤثر في حياة الآخرين في مدينة جنوبية. |
| هيلين كيلر                                                | 1954  | الفيلم الوثائقي الأمريكي يعرض شخصية هيلين كيلر الصماء العمياء. فاز الفيلم بجائزة الأوسكار لأفضل فيلم وثائقي في عام 1955. |
| طريق الجحيم                                               | 1932  | فيلم دراما جريمة أمريكي من بطولة ريتشارد ديكس عن عصابة سجناء يهربون من السجن. أحد السجناء كان ممثلاً صمًا جو هيرمانو. |
| حارس جسده                                                 | 1998  | تم تعيين حارسة أمنية لحماية رجل أصم يسعى لاسترجاع علاج للصداع النصفي سُرق من شركة هندسة كيميائية تابعة لوالده. تقع في حبه أثناء الطريق. |
| هوش                                                       | 2016  | فيلم رعب أمريكي يعرض امرأة صماء تعيش في منزل ريفي (أدت دورها الممثلة السمعية كيت سيجيل) تواجه قاتلًا سمعيًا بعد أن يقتحم المنزل. |
| لا أريد التحدث عن ذلك                                     | 1993  | الفيلم، الذي تدور أحداثه في الأرجنتين، يعرض قزمة سمعية التي، في طفولتها، تصادق فتاة صماء. |
| في أرض الصم                                               | 1992  | الفيلم الوثائقي الفرنسي يستعرض مجتمعات الصم في فرنسا الذين يستخدمون لغة الإشارة الفرنسية. |
| إنغيلور                                                   | 2009  | الفيلم الوثائقي الأمريكي، من إنتاج إتش بي أو، يعرض والدة المخرج الصماء التي وُلدت لوالدين سمعيين يهوديين في ألمانيا عام 1924 ونجحت في الهروب من ألمانيا النازية. |
| إيتود الجزيرة                                             | 2006  | [ 4 ] |
| انتهى كل شيء بيتر تونغ                                    | 2004  | الفيلم الكندي المستقل هو وثائقي هزلي عن دي جي في إيبيزا (أدى دوره الممثل السمعي بول كاي) الذي يصبح أصمًا. |
| نيك جوميز                                                 | 1998  | الفيلم الدرامي الأمريكي يعرض زوجين سمعيين يتاجران بالمخدرات ويأخذون أخ الرجل الهارب الصم. |
| الخلود المحبوب                                            | 1994  | فيلم سيرة ذاتية يعرض المؤلف وعازف البيانو لودفيغ فان بيتهوفن الذي يفقد سمعه مع مرور الوقت. بيتهوفن يؤدي دوره الممثل السمعي غاري أولدمان. |
| في صحبة الرجال                                            | 1997  | فيلم كوميدي أسود يعرض الإنجليزية المنطوقة ولغة الإشارة الأمريكية، ويتبع اثنين من العمال الذكور السمعيين (أدى دورهم آرون إيكهارت ومات مالوي ‏) اللذين يستهدفان زميلة صماء (أدت دورها الممثلة السمعية ستايسي إدواردز) لتكوين علاقات رومانسية معها ليؤذوها بعدها بالانفصال عنها. |
| إقبال                                                     | 2005  | [ 4 ] |
| إنها حياة رائعة                                           | 1946  | فيلم درامي أمريكي يتبع جيمس ستيوارت في دور جورج بيلي، الذي أصم في إحدى أذنه. عندما يعانق المرأة التي يحبها، لا يستطيع سماع ردها. |
| إنها حفلة حياتي                                           | 1996  | [ 4 ] |
| جيري ماغواير                                              | 1996  | الفيلم الدرامي الأمريكي يعرض وكيل رياضي سمعي (أدى دوره توم كروز) ومواعدته السمعية (أدت دورها رينيه زيلويغر). يصادفون زوجين صم في مصعد؛ حيث تشير أحدهما "أنت تكملني" للآخر، وفيما بعد، يوقع الوكيل السمعي نفس الشيء لحبه. |
| جوني بليندا                                               | 1948  | الفيلم الدرامي الأمريكي المعتمد على مسرحية من تأليف إلمر بليني هاريس، يتبع بليندا الصماء التي أدت دورها الممثلة السمعية جين وايمان، التي تعيش في مزرعة في نوفا سكوتيا. تحضر رقصة قريتها بعد أن علمها طبيب سمعي لغة الإشارة؛ حيث يتم مهاجمتها واغتصابها من قبل رجل سمعي محلي. |
| جوني بليندا                                               | 1967  | فيلم تلفزيوني أمريكي، معتمد على مسرحية لـإلمر بليني هاريس، يعرض بليندا الصماء التي أدت دورها الممثلة السمعية مايا فارو. بليندا تعيش في مزرعة في نوفا سكوتيا وغير قادرة على التواصل مع الآخرين حتى يقوم طبيب سمعي حديث الوصول بتعليمها لغة الإشارة. يتم اغتصابها من قبل رجل سمعي محلي بعد حضورها إلى رقصة قريتها. |
| خاموشي: الموسيقى                                          | 1996  | فيلم درامي موسيقي هندي يحكي قصة جوزيف (نانا باتيكر) وفلافي براغانزا (سيماء بيسواس)، زوجين صم في غوا. |
| المعرفة                                                   | 2009  | فيلم الإثارة العلمي يعرض نيكولاس كيج في دور أب سمعي يواجه عالماً مروعًا ويقوم بإنقاذ ابنته السمعية وابنه الأصم. |
| كوشيش                                                     | 1972  | يُعتبر هذا الفيلم علامة بارزة في تاريخ السينما الهندية، حيث يعرض زوجين صم (سانجييف كومار وجايا بهادوري) في مجتمع لا يشعر بمعاناتهم.[بحاجة لمصدر] |
| كونغ فو هاسل                                              | 2004  | الفيلم الكوميدي القتالي الكانتوني من إنتاج الصين وهونغ كونغ يعرض فتاة صماء باعتبارها الشخص المهم الذي يجعل البطل يغير جانب فريقه. |
| بحيرة ويندفال                                             | 2013  | فيلم أمريكي مستقل يضم خمسة أصدقاء، ثلاثة منهم صم، الذين يذهبون في رحلة تخييم تتحول إلى كارثة. |
| أرض الصمت والظلام                                         | 1971  | فيلم وثائقي ألماني من إخراج فرنر هرتزوغ، يعرض حياة الأشخاص المكفوفين الصم وكيف يعيشون ويدركون الحياة. |
| اللغة تقول كل شيء                                         | 1987  | فيلم وثائقي أمريكي قصير يركز على الأطفال الصم وإمكاناتهم في التواصل. |
| انقضاء                                                    | 2023  | فيلم درامي برازيلي قصير من كتابة وإخراج كارولين كافالكاني، يروي قصة بيل وجوليانو، مراهقين يعيشان في ضواحي بيلو هوريزونتي في البرازيل. بيل، التي تبلغ من العمر 18 عامًا، هي فتاة صماء تواجه تحديات التواصل بلغة الإشارة. |
| حادثة لينغويني                                            | 1991  | [ 4 ] |
| العيش في عالمين                                           | 2024  | دراما يابانية عن طفل من بالغ أصم ينتقل بعيدًا عن والديه الصم من أجل حياة مستقلة في طوكيو. |
| الكثير مثل الحب                                           | 2005  | الكوميديا الرومانسية الأمريكية من بطولة أشتون كوتشر كرجل سمعي يقيم علاقة مع امرأة سمعية على مدار سبع سنوات؛ يلعب الممثل الأصم تايرون جيوردانو دور أخيه الأصم. |
| البحث عن السيد جودبار                                     | 1977  | الفيلم الدرامي الأمريكي يعرض معلمة سمعية للأطفال الصم تذهب للنوادي الليلية في وقت فراغها. |
| الحب لا يكون صامتًا                                        | 1985  | فيلم تلفزيوني أمريكي، تدور أحداثه بين عامي 1931 و1945، ويشارك فيه الممثلة السمعية ماري ويننغهام والممثلين الصم فيلس فريليش وإد وترستريت كفتاة سمعية ووالديها الصم، على التوالي، اللذان يتواصلان بلغة الإشارة. تنشأ الفتاة وهي تتعلم كيفية التوازن بين احتياجاتها واحتياجات والديها. |
| الحب والرقص                                               | 2009  | فيلم رومانسي أمريكي عن امرأة (إيمي سمارت) تقع في حب معلم الرقص الخاص بها (الذي يؤديه الممثل السمعي توم مالوي، وهو أيضًا كاتب الفيلم)، الذي أصبح أصمًا بعد إصابة ويستخدم السماعات السمعية. |
| رجل الألف وجه                                             | 1957  | الفيلم الأمريكي الذي يصور حياة الممثل لون تشاني من أفلام سينما صامتة، التي كان فن التمثيل الإيمائي فيه يعتمد جزئيًا على نشأته مع والديْن صمّين كانا يتواصلان بلغة الإشارة. في قصة فرعية، تظهر زوجة تشاني بموقف سلبي تجاه أقاربها الصمّ وتخشى أن يكون طفلهم أيضًا أصم. |
| الرجل الذي لعب دور الإله                                  | 1932  | [ 1 ] |
| ماندي (أيضًا تحطم الصمت)                                   | 1952  | الفيلم الدرامي البريطاني يعرض الفتاة الصماء ماندي (التي لعبت دورها الممثلة السمعية ماندي ميلر) التي أرسلتها والدتها السمعية إلى مدرسة للصم، مما يسبب تحديات في العائلة. |
| ماريانا أوكريا                                            | 1997  | الفيلم الدرامي الإيطالي يروي قصة فتاة صماء في صقلية في القرن الثامن عشر، التي تم إجبارها على الزواج من دوق مسن. مع تقدمها في السن، يعلمها مدرس فرنسي لغة الإشارة، التي تستخدمها لتحقق استقلاليتها وتكتشف حقيقة مظلمة من طفولتها. |
| قصة ماري                                                  | 2014  | الفيلم الفرنسي السيرة الذاتية مبني على القصة الحقيقية لماري هيرتين، التي قامت بدورها الممثلة الصماء أريانا ريفوار، وهي فتاة صماء مكفوفة من أواخر القرن التاسع عشر تم تعليمها كيفية قراءة بريل والتواصل بلغة الإشارة بواسطة راهبة. |
| مارني                                                     | 1964  | فيلم ألفريد هتشكوك التشويقي يحتوي على تسلسل حيث تقوم الشخصية الرئيسية بارتكاب جريمة سرقة في مكتب، محاولًا الإفلات من سيدة تنظيف (التي تؤديها الممثلة السمعية إديث إيفانسون)، التي يتم الكشف عن كونها صماء عندما تسقط حذاء مارني على الأرض ولكن السيدة لم تسمع ذلك. |
| معجزة في الشارع 34                                        | 1994  | فيلم أمريكي عن عيد الميلاد يعرض مشهدًا في متجر حيث تجلس فتاة صماء تستخدم لغة الإشارة (أدت دورها ممثلة صماء) في حضن كريس كرينجل. تتفاجأ عندما يرد هو بلغة الإشارة أيضًا. |
| العامل المعجزة                                            | 1962  | الفيلم يعرض قصة هيلين كيلر المكفوفة الصماء (التي أدتها الممثلة السمعية باتي ديوك) ومعلمتها آن سوليفان. |
| العامل المعجزة                                            | 1979  | الفيلم يعرض قصة هيلين كيلر، وهي فتاة فاقدة للبصر والسمع، ومعلمتها آن سوليفان. |
| العامل المعجزة                                            | 2000  | الفيلم يعرض قصة هيلين كيلر، وهي فتاة فاقدة للبصر والسمع، ومعلمتها آن سوليفان. |
| أشخاص حكم عليهم بالخطأ                                    | 1932  | الفيلم الوثائقي الألماني يعرض المجتمع الألماني الأصم في وقت الإنتاج. تم إنتاجه من قبل الاتحاد النازي للصم في ألمانيا بهدف تقديم صورة إيجابية عن قدرات الأشخاص الصم للمجتمع الألماني. تم حظره من قبل النازيين في 1934 لتجنب تعزيز هذه الصورة. |
| أمي وأبي لا يستطيعان سماعي                                | 1978  | فيلم تلفزيوني أمريكي، جزء من سلسلة برنامج بعد المدرسة ABC، يعرض قصة فتاة في الرابعة عشرة من عمرها انتقلت إلى مدينة جديدة مع والديها الصم. تشعر بالخجل من إعاقتهما السمعية وتكذب على زملائها حتى لا يعرفوا أو يقابلوا والديها. |
| سوناتا ضوء القمر: الصمم في ثلاث حركات                     | 2019  | الوثائقي، المكون من ثلاثة أجزاء، يستعرض ثلاث أجيال من الأشخاص الصم. |
| أوبوس السيد هولاند                                        | 1995  | فيلم درامي أمريكي يعرض قصة معلم موسيقى في المدرسة الثانوية يحلم بتأليف موسيقى. هو وزوجته السامعة لديهما ابن أصم، يجد المعلم صعوبة في تقبله بسبب استحالة أن يسمع ابنه التكوين الموسيقي الذي يخطط له. ينمو المعلم ليقبل ابنه وحياته الخاصة. |
| جريمة بواسطة الموت                                        | 1976  | فيلم أمريكي ساخر حول جريمة قتل يعرض حفلة عشاء تضم طاقمًا من الممثلين، بما في ذلك طباخة صماء أمية (التي قامت بدورها الممثلة السامعة آنا والكر). |
| الموسيقى في داخلي                                         | 2007  | [ 4 ] |
| والدي يموت                                                | 2017  | [ 65 ] |
| ناشفيل                                                    | 1975  | الفيلم الكوميدي الدرامي الأمريكي، حول سكان الريف وأعمال الموسيقى الروحية، يعرض طاقمًا من الممثلين يضم مغنية دينية سامعة وهي أم لطفلين أصمَّين. |
| ليلة 12                                                   | 2022  | في هذه الدراما الجريمة الفرنسية، يظهر محققون يوظفون امرأة صماء (تتواصل بلغة الإشارة الفرنسية) ومترجمها لمحاولة قراءة شفاه مقطع فيديو كاميرا خفية لا يحتوي على صوت. |
| بطل غير عادي: فيلم سوبر ديفي                              | 2013  | فيلم درامي كوميدي أمريكي مستقل يعرض ممثل أصم يلعب دور بطل خارق في برنامج تلفزيوني. يلتقي بصبي أصم ويعمل لإلهامه. |
| لا مخرج                                                   | 1957  | [ 1 ] |
| لا مخرج                                                   | 1950  | [ 4 ] |
| أستاذ مجنون 2: عائلة كلومبس                               | 2000  | في هذا الجزء الكوميدي الأمريكي، تكون الجدة كلومب (إيدي ميرفي) في علاقة مع رجل مسن يستخدم سماعات الأذن، التي تقوم بإيقاف تشغيلها عندما تجري محادثة لا تريد أن يسمعها. |
| اليتيمة                                                   | 2009  | فيلم رعب نفسي يعرض زوجين يرغبان في تبني اليتيمة؛ الزوجان لديهما طفلين آخرين، ابن سامع وابنة صماء. |
| خارج الماضي                                               | 1947  | فيلم فيلم نوار كلاسيكي من بطولة روبرت ميشوم. رجل يختبئ من المافيا ويصادق طفلاً أصمًا، يؤدي دوره الممثل السامع ديكي مور، الذي يساعده في مشهد مهم. |
| خارج هذا العالم                                           | 2020  | فيلم إثارة فرنسي حول قاتل متسلسل سيارة أجرة يصبح مهووسًا برقصة صماء (التي قامت بدورها الممثلة السامعة أوريليا بويييه). |
| الأجزاء التي تفقدها                                       | 2019  | فيلم إثارة يعرض هاربًا يختبئ في مزرعة عائلة في ولاية داكوتا الشمالية؛ يصادق صبيًا أصمًا يؤدي دوره الممثل الأصم داني مورفي. |
| الماضي المستقبل                                           | 2022  | فيلم موسيقي جزئيًا بالإشارة من بطولة الممثل الأصم هيلاري باك وزوجها ألكسندر باك (الذي أخرجه)، حيث تتعامل عائلتهما مع جائحة فيروس كورونا في 2020. |
| جريمة قتل في حوض البطاريق                                 | 1932  | إدنا ماي أوليفر تؤدي دور هيلديغارد ويثرز، التي تأخذ فصلها المدرسي إلى حوض نيويورك للأحياء البحرية حيث تحدث جريمة قتل. أحد المشتبه بهم الرئيسيين هو شيكاغو لو، الذي يؤديه الممثل الأصم جو هيرمانو. |
| الدائرة المثالية                                          | 1997  | الدراما البوسنية تعرض شاعرًا سامعًا يساعد صبيين، أحدهما سامع والآخر أصم، أثناء حصار سراييفو. |
| شعور مثالي                                                | 2011  | إيوان مكريغور وإيفا جرين يلعبان دور شخصين يقعان في الحب أثناء وباء عالمي يسبب للناس فقدان حواسهم واحدة تلو الأخرى؛ في وقت متأخر من الفيلم، يصبح العالم بأسره أصمًا. |
| بريمان                                                    | 2021  | فيلم أكشن إندونيسي عن عصابة أصمَّة (التي يؤدي دورها الممثل السامع خيڤا إيسكاك) الذي يتخلى عن منظمته لحماية ابنه. |
| هذيان                                                     | 1968  | في فيلم ثقافة مضادة أمريكي، تتنقل الفتاة الصماء الهاربة جيني (التي قامت بدورها الممثلة السامعة سوزان ستراسبرج) إلى سان فرانسيسكو للبحث عن شقيقها؛ ملاحقة من السلطات، وتكوين صداقات مع أعضاء فرقة باند السايكيديلك، تنغمس في مشهد الهيبي في المدينة قبل أن تجد شقيقها. |
| الهادئ                                                    | 2005  | الفيلم الأمريكي المثير يعرض فتاة مراهقة (التي قامت بدورها الممثلة السامعة كاميلا بيل), التي كانت صماء وصامتة منذ سن السابعة؛ أصبحت يتيمة وتنتقل للعيش مع والديها السامعين. تتعرض للتنمر من قبل ابنتهما السامعة، رغم أن الاثنتين في النهاية تجدون أرضية مشتركة. |
| مكان هادئ                                                 | 2018  | فيلم رعب يعرض فتاة صماء (التي قامت بدورها الممثلة الصماء ميليسنت سيموندز) وعائلتها السامعة، الذين يجب عليهم البقاء في صمت في مزرعة نائية لتجنب جذب قوى الظلام. |
| مكان هادئ                                                 | 2021  | الجزء الثاني من فيلم الرعب مكان هادئ (2018) يعرض الممثلة الصماء الشابة التي تعيد دورها في عالم ما بعد المروع حيث الكائنات تصطاد باستخدام الصوت. |
| علاقة التحدي                                              | 2024  | دراما عائلية أمريكية عن لاعب كرة قاعدة شاب يصادق لاعبًا آخر (أدى دوره كولتن برايد)، الذي وُلد أصمًا ويرتدي سماعة أذن وزرع قوقعة سمعية. |
| رانغاستالام                                               | 2018  | في فيلم دراما تاريخية هندية بلغة التيلوغوية، الشخصية الرئيسية (التي أداها الممثل السامع رام شاران) جزئيًا أصم ولا يريد استخدام سماعة الأذن. |
| على شفتي                                                  | 2001  | فيلم إثارة فرنسي يتناول عاملة مكتب ضعيفة السمع ترغب في مساعدة مجرم سابق سليم السمع. |
| مرثية حلم                                                 | 2000  | في فيلم دراما نفسية أمريكي، أحد الأبطال السليمين السمع يلتقي بتاجر مخدرات أصم يتحدث لغة الإشارة. |
| ريزدنت إيفل: الجزاء                                       | 2012  | الجزء الخامس من سلسلة ريزدنت إيفل يظهر فتاة تُدعى بيكي (التي قامت بدورها الممثلة الصماء أريانا إنجنير), نسخة مقلدة من آليس، تلعب دور ابنة آليس المقلدة الصماء. تم إنقاذها لاحقًا من قبل نسخة آليس الرئيسية. |
| السخرية                                                   | 1996  | فيلم درامي فرنسي تدور أحداثه في أواخر القرن الثامن عشر، حيث يحاول الأرستقراطيون السليمون السمع إذلال بعضهم البعض. في أحد المشاهد، يُسخر مجموعة من الصم من قبل الأرستقراطيين، ولكنهم في النهاية يضحكون آخرًا. |
| نهر وايلد                                                 | 1994  | فيلم إثارة أمريكي يتناول عائلة في رحلة تجذيف يتعين عليهم مواجهة قاتلين مسلحين. والدة العائلة، غايل، هي معلمة لطلاب الصم، لذا فهي تعرف لغة الإشارة وتستخدمها للتواصل بشكل سري. |
| عبيد الشيطان                                              | 2017  | فيلم رعب إندونيسي يظهر طفل أصم يتواصل باستخدام لغة الإشارة الإندونيسية. |
| عبيد الشيطان 2: التناول                                   | 2022  | جزء ثانٍ من فيلم الرعب الإندونيسي الذي يظهر أيضًا طفل أصم. |
| القردة الحكيمة الثلاثة                                    | 1989  | فيلم كوميدي أمريكي يظهر رجلًا أعمى (ريتشارد بريور) ورجلًا أصم (الذي قام بدوره الممثل السليم السمع جين وايلدر) لوقف ثلاثة لصوص قتلة. |
| انظر ما أقوله                                             | 1981  | فيلم وثائقي قصير أمريكي يظهر نساء صم يتحدثن عن استخدامهن للغة الإشارة. |
| انظر ما أقوله: الفيلم الوثائقي "المُسَلِّمون الصم"            | 2009  | فيلم وثائقي أمريكي يستعرض مسيرات أربع فنانين صم: الكوميدية سي جي جونس، الممثل المصاب بفيروس نقص المناعة البشرية روبرت ديمايو، عازف الطبول بوب هلترمان من فرقة بيتهوفن كابوس الصم، والمغنية/الممثلة تي إل فورسبيرغ. |
| شارع سمسم                                                 | 1985  | الفيلم يظهر الشخصية الصماء ليندا (التي قامت بدورها الممثلة الصماء ليندا بوف)، التي تعود لأداء دورها من سلسلة الأطفال شارع سمسم. |
| المتجر في الشارع الرئيسي                                  | 1965  | فيلم درامي تشيكوسلوفاكي تدور أحداثه في جمهورية سلوفاكيا خلال الحرب العالمية الثانية، يظهر متجرًا تملكه امرأة يهودية مسنّة ضعيفة السمع. يدفع أصدقاؤها لنجار ليكون زميل عمل لها حتى لا يتم ترحيلها إلى معسكر اعتقال. |
| سكاريو: يوم الجندي                                        | 2018  | فيلم جريمة يظهر أحد الشخصيات الرئيسية السليمة السمع وهو يتفاعل مع رجل أصم بلغة الإشارة المكسيكية؛ يكشف الفيلم أن الشخصية الرئيسية كان لها ابنة أصمّة، وهذا هو السبب في معرفته بلغة الإشارة المكسيكية. |
| سييرا بورجيس خاسرة                                        | 2018  | فيلم كوميدي أمريكي يظهر الفتاة المراهقة السليمة السمع التي تتظاهر بأنها أصمّة عندما تلتقي بحبها السليم السمع، لكن حبها يدرك أن لغة الإشارة التي تستخدمها معروفة له لأن شقيقه أصم (الذي قام بدوره الممثل الصم كوتشيس زورنوزا). |
| جين الإشارة: أول الأبطال الخارقين الصم                    | 2017  | فيلم أمريكي وإيطالي عن الأبطال الخارقين الصم الذين يمكنهم استخدام إشارات لتفعيل قواهم الخارقة. تدور القصة حول عميل أصم من نيويورك (الذي قام بدوره الممثل الأصم إميليو إنسوليرا). حامل طفرة جينية قوية، يُرسل إلى اليابان مع زميله للتحقيق في جرائم غريبة ارتكبها الصم اليابانيون. |
| صامت                                                      | 2011  | دراما عن فضيحة مدرسة غوانغجو إينhwa، التي تم فيها الاعتداء البدني والجنسي على الأطفال في مدرسة كورية للصم. |
| الصمت                                                     | 2019  | فيلم رعب أمريكي، مستوحى من كتاب تيم ليبون، يظهر فتاة أصمّة (التي قامت بدورها الممثلة السليمة السمع كيرنان شيبكا) في عالم مليء بالوحوش. |
| الطفل الصامت                                              | 2017  | فتاة أصمّة في الرابعة من عمرها تبقى صامتة حتى تعلمها إحدى العاملات الاجتماعيّات لغة الإشارة. فازت بجائزة جائزة الأوسكار لأفضل فيلم حي قصير في حفل توزيع جوائز الأوسكار التسعون. |
| ساعة الصمت                                                | 2024  | فيلم إثارة أكشن أمريكي عن ضابط شرطة (الذي قام بدوره الممثل السليم السمع جويل كينمان) الذي يصبح ضعيف السمع بسبب حادث، ويتعين عليه حماية شاهد أصم (التي قامت بدورها الممثلة الصماء ساندرا ماي فرانك) من أولئك الذين يريدون القضاء عليها. |
| الحرية الصامتة                                            | 2019  | الفيلم الإسباني، الذي تدور أحداثه خلال الحرب العالمية الثانية، يظهر أسير إتكسينديا كجندي في إسبانيا يفقد سمعه ويتعين عليه النجاة من مطاردة بشرية. |
| الانتصار الصامت: قصة كاتي أونيل                           | 1979  | فيلم وثائقي عن بطلة الأكشن الصماء التي تحمل نفس الاسم. |
| صوت صامت                                                  | 2016  | فيلم أنمي ياباني عن شاب سليم السمع يلاحق امرأة صماء تستخدم الإشارة، كان قد تنمر عليها في المدرسة الابتدائية، في محاولة للتكفير عن أخطائه تجاهها. |
| بكل إخلاص                                                 | 1955  | [ 1 ] |
| صغير، بطيء ولكن ثابت                                      | 2022  | دراما يابانية عن امرأة صماء (التي قامت بدورها الممثلة السليمة السمع يوكينا كيشِي) لديها أحلام بأن تصبح ملاكمة محترفة. |
| شمس الأطفال                                               | 1986  | فيلم خيال علمي أمريكي تدور أحداثه في المستقبل بعد نهاية العالم وما بعدها حول مجموعة من الأطفال الأيتام، أحدهم، دانيال (الذي قام بدوره الممثل السليم السمع لوكاس هاس)، أصم، ويتم استعادة سمعه بعد مواجهته مع كرة فضائية. |
| الصوت والغضب                                              | 2000  | فيلم وثائقي أمريكي عن شقيقين، أحدهما أصم والآخر سليم السمع، وعائلاتهما. الشقيق الأصم لديه زوجة وابنة صماء؛ بينما هو يكره زراعة القوقعة، ترغب ابنته في الحصول على واحدة. الشقيق السليم السمع لديه زوجة سمعية وطفل أصم. يستعرض الفيلم تأثير زراعة القوقعة فيما يتعلق بـ ثقافة الصم. |
| صوت المعدن                                                | 2019  | فيلم درامي أمريكي من بطولة الممثل السليم السمع ريز أحمد كعازف درامز في فرقة ميتال يفقد سمعه. |
| ساوندتراك                                                 | 2011  | إعادة تصوير بوليوودية لفيلم لقد انتهى كل شيء بيت تونغ، باستخدام نفس الفكرة لفنان دي جي يصبح أصم. |
| سباكيزي                                                   | 2002  | [ 4 ] |
| سرعة 2: تحكم أوتوماتيكي للسرعة                            | 1997  | فيلم أكشن تكملة لفيلم "سرعة"، يتضمن سفينة سياحية يتم اختطافها؛ إحدى الركاب هي فتاة صماء صغيرة (التي قامت بدورها الممثلة الصماء كريستين فيركينس). |
| أطفال جواسيس: كل الوقت في العالم                          | 2011  | سي Cecil لديه ضعف سمع ويستخدم سماعات الأذن. |
| ولد نجما                                                  | 2018  | فيلم درامي رومانسي أمريكي عن موسيقيين في حالة حب، أحدهما يعاني من فقدان السمع الناتج عن الضوضاء وطنين الأذن. |
| ستيل ليب                                                  | 2001  | الفيلم السويسري يظهر راهبة صماء تستخدم الإشارة، تسافر من ديرها في ألمانيا إلى المدينة للعمل في مركز للمشردين. تلتقي برجل صماء وتغرم به. الرجل، الذي يتبين أنه لص جيوب، يقتل على يد الشرطة. تقرر الراهبة الانتقال إلى الولايات المتحدة لتصبح ممثلة. |
| قصة ألكسندر غراهام بيل                                    | 1939  | [ 1 ] |
| قصة إستر كوستيلو                                          | 1957  | [ 4 ] |
| مشتبه به                                                  | 1987  | فيلم درامي أمريكي من بطولة شير (مغنية) كمدافعة عامة سمعية مخصصة لرجل أصم (الذي قام بدوره الممثل السليم السمع ليام نيسون) تم اعتقاله بتهمة قتل سكرتيرة قانونية في واشنطن. |
| لا شيء حلو في أذني                                        | 2008  | فيلم تلفزيوني أمريكي، جزء من برنامج الأنثولوجيا هولمارك هول أوف فيم ‏، يعرض زوجين، رجل سليم السمع وامرأة صماء (التي قامت بدورها الممثلة الصماء مارلي ماتلن)، ولديهما ابن في الثامنة من عمره الذي يبدأ في فقدان سمعه تدريجيًا. بينما تعتقد الأم أن العائلة ستستخدم لغة الإشارة، يوصي الطبيب الذي يراه الابن بأن ينظر الأب في زراعة القوقعة. يبدأ الوالدان في القتال مع بعضهما البعض حول تربية ابنهما، مما يؤدي إلى معركة قانونية للحصول على الحضانة. |
| متعاطف مع السيد المنتقم                                   | 2002  | فيلم إثارة كوري جنوبي يعرض رجلاً أصم (الذي قام بدوره الممثل السليم السمع شين ها-كيون) يعمل في مصنع ثم يشارك في عمليات زراعة الأعضاء غير القانونية، والاختطاف، والقتل. |
| خذ المأوى                                                 | 2011  | فيلم درامي نفسي أمريكي يظهر رجل عائلة من منطقة الغرب الأوسط الذي يواجه رؤى نهاية العالم ويبدأ في بناء ملجأ للعاصفة لعائلته. ابنته صماء، وهو وزوجته يحاولان بشدة الحصول على زراعة قوقعة لها. |
| 355                                                       | 2022  | فيلم تجسس يضم طاقم ممثلين من بينهم الممثل الأصم إميليو إنسوليرا كهاكر. |
| الموت الصغير                                              | 2014  | الكوميديا الأسترالية عن الحياة السرية لخمسة أزواج من الضواحي في سيدني، تكشف عن الفيتشيات والنتائج المترتبة على مشاركتها. أحدهم هو وكيل خدمة ترحيل الفيديو الذي ينقل المكالمة بين المتصل الأصم الذي يوقع بلغة لغة أوسلان وعاملة هاتفية تسمع. |
| ثيلما                                                     | 2024  | في هذه الكوميديا الأمريكية، يستخدم كل من الشخصية الرئيسية (التي تؤديها جون سكويب) وبن (الذي يؤديه ريتشارد راوندتري) سماعات الأذن التي يتصلون بها بهواتفهم للتحدث مع بعضهم البعض بشكل خاص ولإرشاد ثيلما عبر محل للأنتيكات. |
| ستسيل الدماء                                              | 2007  | الفيلم الأمريكي دراما تاريخية من بطولة دانيال دي لويس كرجال نفط سامعين يذهب ابنه إلى مدرسة للصم بعد أن أصبح أصم نتيجة لانفجار غاز. لاحقًا في الفيلم، يرى الابن البالغ (الذي يلعبه الممثل الأصم راسل هارڤارد) الذي أصبح يعرف لغة الإشارة وتزوج امرأة تعرف أيضًا لغة الإشارة. |
| أعتقد أنني لا شيء                                         | 1975  | مرجع. |
| هذا طبيعي                                                 | 2013  | الفيلم القصير الأمريكي من بطولة الممثلة السامعة ريّان تورنر كامرأة أصمّة تخضع لعملية جراحية لتصبح سمعية بالكامل. ويظهر أيضًا عدد من الشخصيات الجانبية الأصمّة الذين يرفضون اختيارها. |
| رجل الصفيح                                                | 1983  | الفيلم الدرامي الأمريكي من بطولة الممثل السامع تيموثي بوتومز كميكانيكي سيارات أصم يبتكر جهاز كمبيوتر يسمح له بالسمع والكلام. يحاول أن ينتج اختراعه، لكنه يتعرض للتقويض من قبل بائع. |
| فترة عمر (أيضًا خطوط الحياة)                               | 1994  | الفيلم الدرامي الصيني يتناول زوجين صينيين لديهما ابن وابنة. تفقد الابنة سمعها نتيجة مرض. |
| إلمس الصوت                                                | 2004  | الفيلم الوثائقي الألماني عن فقدان السمع عازفة الإيقاع الكلاسيكية الاسكتلندية إيفيلين غليني. |
| القبيلة                                                   | 2014  | الفيلم الدرامي الأوكراني الذي يعرض عصابات مراهقين في مدرسة للصم. تُعرض لغة الإشارة الأوكرانية بين الشخصيات ولكن بدون تعليقات صوتية أو ترجمات. |
| من خلال عيون الصم                                         | 2007  | الفيلم الوثائقي الأمريكي، الذي تنتجه بي بي إس، يستكشف حياة الصم في الولايات المتحدة خلال الـ 200 سنة الماضية. |
| تومي                                                      | 1975  | الفيلم البريطاني الساخر عبارة عن أوبريت خيالي من كتابة وإخراج كين راسيل استنادًا إلى ألبوم الأوبرا الصخرية لعام 1969 لـ ذا هو بعنوان تومي عن صبي "أصم، أبكم، وأعمى نفسيًا" يصبح بطلًا للعبة البينبال وقائدًا دينيًا. |
| العلامات العالمية                                         | 2008  | الفيلم الدرامي الأمريكي الذي يظهر فنانًا أصمًا يلوم نفسه على وفاة ابنة خطيبته ويكافح للتعافي. |
| غير سليم                                                  | 2020  | دراما أسترالية عن قصة حب بين موسيقي ورجل متحول أصم (الذي يلعب دوره الممثل الأصم يانا بانديليس). |
| فوق                                                       | 2009  | كارل يرتدي سماعات الأذن ويستخدمها لتجاهل راسل. |
| فينوم: فليكن هناك كارنيج                                  | 2021  | في هذا الفيلم الخيالي، يرتدي باتريك موليجان (الذي يؤديه الممثل السامع ستيفن غراهام) سماعة أذن بعد لقاءه في شبابه مع صرخات شريك الصوتية. |
| أصوات                                                     | 1979  | [ 1 ] |
| ووكر                                                      | 1987  | [ 4 ] |
| زفاف الصمت                                                | 2004  | الفيلم الوثائقي الروسي يعرض حفل زفاف أحادي اللون في مجتمع الصم في سانت بطرسبرغ. |
| ماذا نعرف عن هذا؟                                         | 2004  | هذا الفيلم الأمريكي عن تصوف كمي يدمج بين السرد الوثائقي والأنيميشن. الفيلم يضم مارلي ماتلن كفوتوغرافية أصمّة تستكشف العلاقة الروحية بين فيزياء الكم والوعي. |
| أين تكمن الحقيقة (المعروف أيضًا بـ تسعون يومًا في هوليريدج) | 1999  | [ 1 ] |
| زهرة برية                                                 | 1991  | في بلدة صغيرة في 1938، يلتقي الشقيقان سامي بيركنز (ويليام ماكنمارا) وألي (ريس ويذرسبون) بأليس (باتريشيا أركيت) وهي وحيدة في كوخ، حيث يجبرها زوج أمها على العيش هناك لأنها تعاني من إعاقات. يقيم الشقيقان علاقة وثيقة مع أليس، التي تكافح مع الصرع ومشكلة السمع. يساعدها الشقيقان لتعيش حياة أفضل، لكن العملية تتعطل بسبب زوج أمها. |
| وردة البراري البرية                                       | 2016  | فيلم درامي أمريكي من إخراج ديبورا لافاين. في 1952، تعود روز ميلر إلى مسقط رأسها الريفي في بيرسفورد، داكوتا الجنوبية لرعاية والدتها المريضة. هناك، تقع في حب رجل أصم (الذي يؤديه الممثل الأصم تروي كوتسور) وعليها أن تقرر ما إذا كانت تمتلك الشجاعة لمتابعة قلبها. |
| مذهول                                                     | 2017  | الفيلم الدرامي الأمريكي، من إخراج تود هينز والمستند إلى رواية الأطفال بذات الاسم، يعرض طفلين في فترتين زمنيتين منفصلتين (1927 و1977) حيث تتداخل قصصهم. أحد الأطفال أصم ويؤديه الممثل الأصم ميليسنت سيموندز، والآخر جزئيًا أصم ويؤديه الممثل السامع أوكس فيجلي. |
| عالم البهجة                                               | 2015  | الفيلم الياباني عن قصة رومانسية لشباب من إخراج يوششيغي ميياكي والمستند إلى الرواية Raintree no Kuni [レインツリーの国] للكاتب هيرو أريكاوا عن كاتبة مدونة هيتومي ريكّا التي ترفض مقابلة ساكيساكا نوبويكي، وهو رجل أعمال تبادلت معه رسائل بريد إلكتروني، بسبب سرها المتمثل في أنها تعاني من صعوبة في السمع. ``` |

## المتظاهرون بالصمم
تتضمّن هذه الأفلام شخصيات تدّعي أنها صماء أو تعاني من ضعف السمع:
- أحدهم طار فوق عش الوقواق (1975)، فيلم درامي كوميدي أمريكي مقتبس عن رواية أحدهم طار فوق عش الوقواق الصادرة عام 1962، تدور أحداثه في مصحة نفسية ويتضمّن شخصية أمريكية أصلية يُعتقد أنها أبكم وأصم، حتى يتضح العكس.[2]
- ما سمعه الرجل الأصم (1997)، فيلم تلفزيوني أمريكي تدور أحداثه في ولاية جورجيا الأمريكية عام 1945، حيث يعيش البطل السامع في بلدة لمدة 20 عامًا متظاهرًا بأنه أصم.[109]

## فهرس
- Lane، Harlan L.؛ Hoffmeister، Robert J.؛ Bahan، Benjamin J. (1996). A Journey into the Deaf-World. DawnSignPress. ص. 152. ISBN:978-0-915035-63-2.
- Schuchman، John S. (1999). Hollywood Speaks: Deafness and the Film Entertainment Industry. University of Illinois Press. ISBN:978-0-252-06850-8.

## وصلات خارجية
- إفساح المجال للصم في هوليوود على نيويورك تايمز
- هل يستطيع المخرجون الذين يسمعون إنتاج أفلام للصم؟? على الغارديان